# Truxalis huangliuensis
Truxalis huangliuensis är en insektsart som beskrevs av Liu, Jupeng och Hongchang Li 1995. Truxalis huangliuensis ingår i släktet Truxalis och familjen gräshoppor. Inga underarter finns listade i Catalogue of Life.